# McKinsey & Company
A McKinsey & Company é uma empresa de consultoria empresarial americana que aconselha empresas, governos e outras organizações em consultoria estratégica. Foi fundada em 1926 por James O. McKinsey, professor universitário pela Universidade de Chicago. A McKinsey é a mais velha e maior das "Big Three", o grupo das três maiores consultoras estratégicas do mundo. Tem sido consistentemente reconhecida pela Vault como a consultora mais prestigiada do mundo.
A McKinsey tem um processo de recrutamento notoriamente competitivo e é vista como um dos empregadores mais seletivos do mundo. A McKinsey recruta primariamente das principais Escolas de Negócios mundiais e foi uma das primeiras consultoras de gestão a recrutar um número limitado de candidatos com cursos académicos avançados (por exemplo, PhD, MD) e vasta experiência profissional, e que tivessem demonstrado fortes capacidades analíticas. A McKinsey publica regularmente uma revista, a McKinsey Quarterly.  

## Presença em Portugal
A McKinsey tem escritório estabelecido em Lisboa, integrado na McKinsey Ibéria, que possui também escritórios em Madrid e em Barcelona. Recentemente, Lisboa foi também escolhida como o palco para um de vários novos hubs de apoio ao cliente na Europa. A consultora já trabalhou com várias das maiores empresas portuguesas, como por exemplo a Caixa Geral de Depósitos e a TAP Air Portugal.
O português José Pimenta da Gama exerce funções como responsável pela McKinsey Ibéria.